# Braemar
Braemar es un pueblo de Aberdeenshire, Escocia, en Gran Bretaña, aproximadamente a unos 58 km al oeste de Aberdeen en las Tierras Altas escocesas. Es el asentamiento más importante situado en la parte superior del curso del río Dee, a una altitud de 339 m s. n. m.

## Toponimia
En el gaélico escocés, el término ‘Bràigh Mhàrr’ concretamente se refiere al área superior de Marr, es decir, al oeste de Aboyne, y el pueblo en sí se llama Castleton de Braemar.

## Geografía
Braemar es abordado desde el sur por la carretera A93 proveniente de Glen Clunie y continua al este hacia Cairnwell Pass hasta llegar a Deeside. Se puede llegar a Braemar a pie desde el Oeste a través de Glen Tilt, Glen Feshie, Glen Dee por  Lairig Ghru), y Glen Derry por Lairig un Laoigh). Braemar esta a una hora y media de Aberdeen, Dundee, y Perth, Escocia.
El pueblo puede verse desde el noroeste, desde el cerro  Carn na Drochaide de 818 m de altura, y desde el noreste por el cerro Creag Choinnich (538 m), al suroeste está el cerro Sgliat Carn na  de 690 m s. n. m., y al sudoeste el Morrone, de 859 m s. n. m.
Braemar es el lugar que registra las temperaturas más bajas del Reino Unido, con una media de 6,5 °C. En Braemar se registró dos veces las temperaturas más bajas del Reino Unido, con -27,2 °C el 11 de febrero de 1895 y otra medición similar el 10 de enero de 1982.

## Historia
Históricamente, el pueblo siempre estuvo en el extremo superior del antiguo Condado de Marr o, literalmente Braes o' Mar. En el dialecto escocés Gaélico,Bràigh Mhàrr(regiones de la montaña de Marr) se refiere a la región en general, más que al pueblo específicamente.
El término “Braemar comienza a referirse específicamente a la localidad alrededor del año 1870. Anteriormente, existían dos aldeas independientes a las orillas del Rio Clunie llamada la Ribera Occidental, Auchendryne, y en la orilla este, estaba  Castleton, nombre que se refiere al Castillo Kindrochit (dentro de la moderna aldea que existe hoy en día) en lugar del Castillo Braemar justo al sur de la villa. Los nombres de Auchendryne y Castleton están claramente marcados en los mapas actuales, debajo del gran poblado de Braemar.

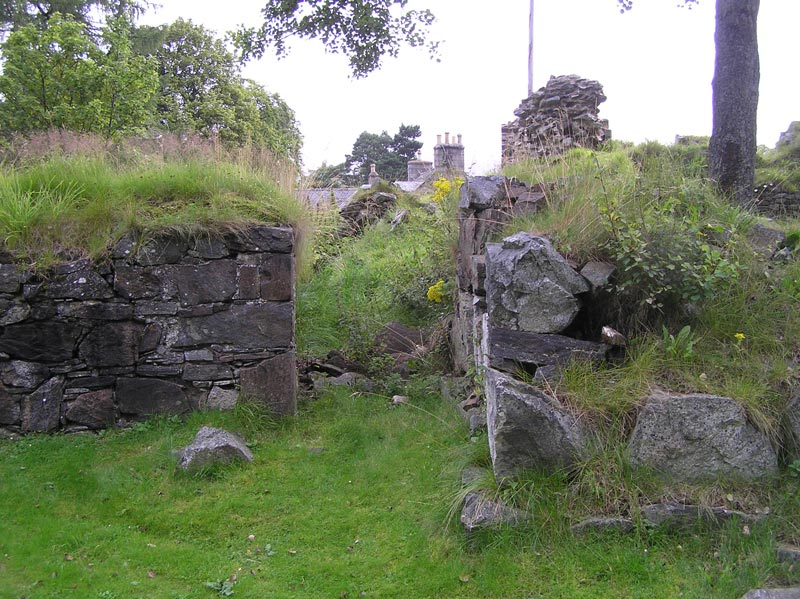
Ruinas del Castillo Kindrochit

Tradicionalmente, Malcolm III de Escocia llegó con su reina por primera vez a la zona en torno al año 1059, y según la leyenda, celebró una gran reunión en el primer asentamiento original de Doldencha, situado debajo del actual cementerio. También se le atribuye el haber construido un puente de madera a través del arroyo Clunie y el primer Castillo Kindrochit, ubicado estratégicamentre, este castillo sirvió posteriormente para las relaciones bilaterales con los pueblos al otro lado del Monte Grampian. 
Las ruinas del Castillo Kindrochit al este del arroyo Clunie, río arriba del puente de Braemar, se considera, que gran parte son pertenecientes al siglo 14, y que sustituyeron la madera de la construcción original. El nombre Kindrochit significa “final del puente”. is the source of the name Castleton being Bail Chasteil.
El 6 de septiembre de 1715, John Erskine, VI conde de Mar, organizó la sublevación jacobita popular de Braemar, produciendo la sublevación Jacobita conocida como “La Rebelión”, contra Jorge I durante la ascensión al trono en Gran Bretaña.
En 1795, se construyó en la parte alta, al oeste de Auchendryne, una iglesia católica que recibió el nombre de Capilla de Braewhich, que según Wyness, posteriormente funcionó como una escuela.
A principios del siglo XX el pueblo estaba casi totalmente dividido en dos fincas colindantes. La de Mar Lodge Estate, con Auchendryne y el Castillo Invercauld por un lado, y Castleton en la otra parte. En cierta medida, debido a la rivalidad entre las dos propiedades llevó a la construcción de las armas del Hotel de Fife en Auchendryne, y los el edificio de armas Invercauld en Castleton. Curiosamente, el edificio Invercauld fue construido sobre el montículo donde John Erskine, 22avo Conde de Marr planteó el movimiento Jacobitista estándar en 1715.
Auchindryne (para usar la pronunciación de Wyness) deACH "un droigismo que significa “campo de la espina”, era un predio que pertenecía a la familia Farquharsons hasta que lo remataran después de la sublevación jacobita de 1745. Más tarde ese mismo siglo fue adquirido por William Duff, 1er Conde de Fife.
Tradicionalmente el catolicismo siempre ha tenido un papel importante en Braemar, inclusive los huesos de San Andrés descansaban en Braemar antes de ser llevado al lugar ahora conocido como St. Andrews, en julio de 2007. La Iglesia Católica de Braemar fue construida en 1839 como reconocimiento a San Andrés.

## Lenguaje
En el censo de 1891, el 59,2 % de la población de Braemar hablaba el gaélico como lengua natural, aunque seguramente este porcentaje sería mayor ya que muchos pobladores evitaban usar este dialecto en esa época.  El municipio de Inverey (Inbhir Èidh), formado por pequeñas explotaciones agrícolas, tenía un 86,3 % de la población de habla gaélica, la mayoría de los no-hablantes eran oriundos de la Baja Deeside. El gaélico hablado en las tierras altas de Aberdeenshire compartía la mayoría de las características en común con el Gaélico de Strathspey y el este de Perthshire. El último habitante nativo de habla gaélica local murió en 1984, aunque todavía hay supervivientes hablantes nativos del dialecto de Strathspey y similares.
En el censo realizado en 2001, de un total de 839 habitantes de Crathie y Braemar, solo cinco personas dijeron poder hablar el gaélico.

## Actividades en Braemar
Conocido coloquialmente como Los Juegos, y procedentes de relatos antiguos, se cree que fueron celebrados inicialmente por Malcolm III de Escocia.
Braemar es titular de los juegos anuales de las Tierras Altas, el primer sábado de septiembre, con la tradicional asistencia de la Familia Real Británica.
En 1746 la Ley de proscripción prohibió todas las reuniones del clan en la región, pero tras su derogación en 1782, el entusiasmo por aquellas viejas costumbres regresó. Cerca del año 1826, la Sociedad de Las Tierras Altas de Braemar creó el primer día-moderno de “los juegos” que tuvieron lugar en 1832. El 14 de septiembre de 1844, la reina Victoria del Reino Unido asistió a los eventos en Invercauld. En 1866 el término Real fue añadido a La Sociedad de las Tierras Altas de Braemar y en 1906 Alexander Duff, 1 º Duque de Fife donó 12 acres de predio en  Mar Lodge Estate para la Sociedad y para la creación del Parque en Memoria de La Princesa Real y el duque de Fife, la actual sede de los Eventos de Braemar, aun funciona allí.
Desde la época de la reina Victoria del Reino Unido la Monarquía siempre estuvo al mando de “La Real Sociedad de las tierras Altas de Braemar” (Braemar Royal Highland Society).

### Galería de fotos de los eventos de Braemar 2006

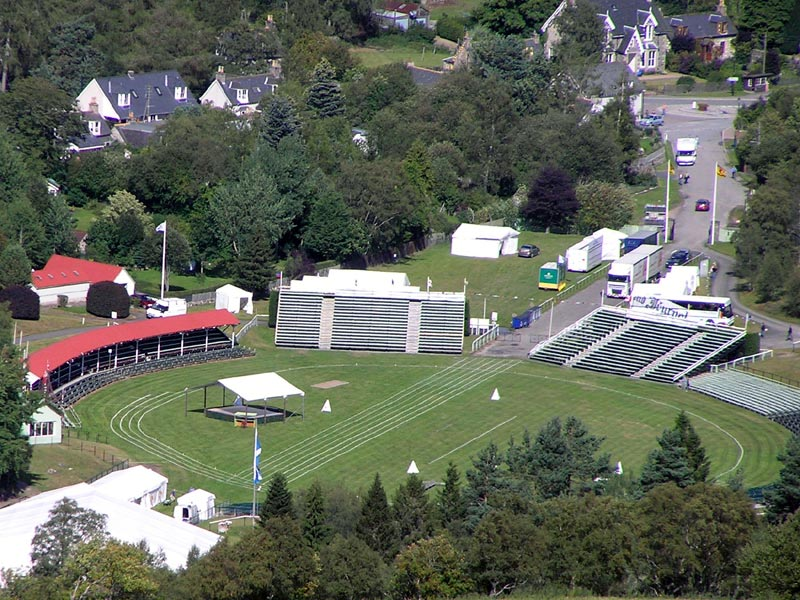
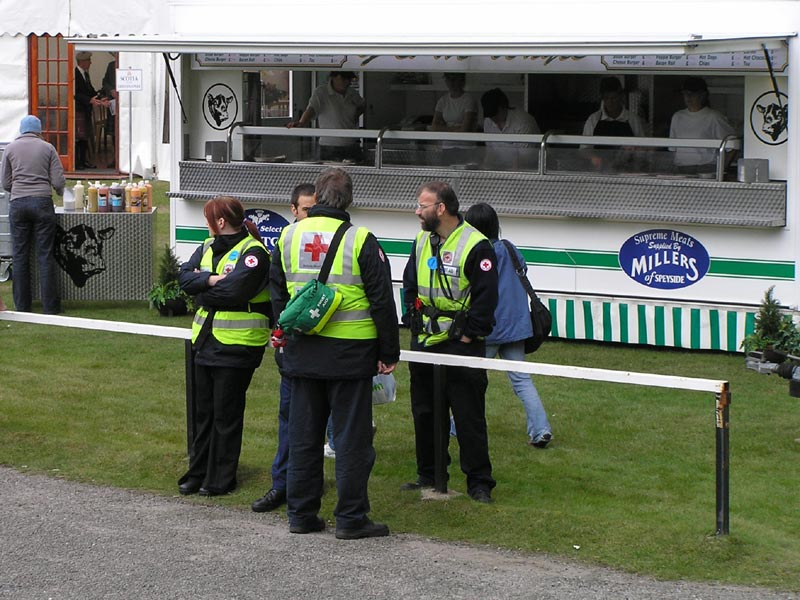
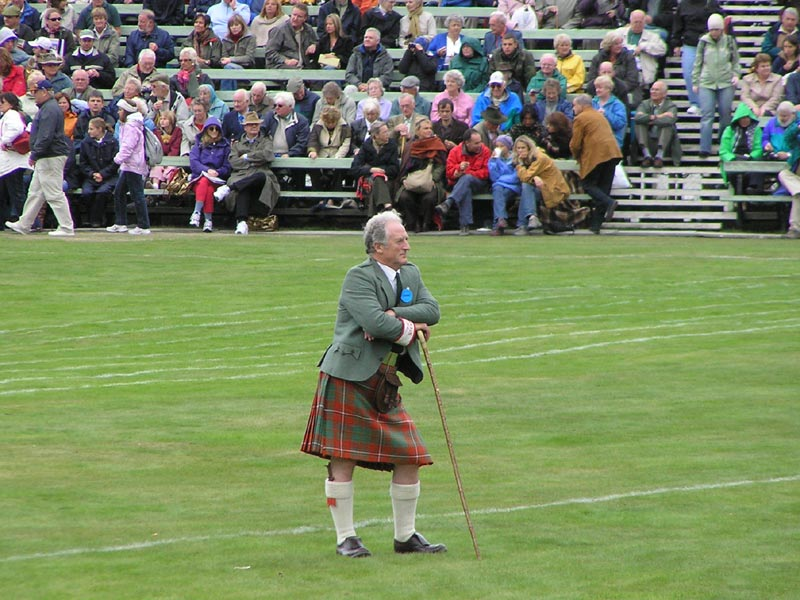
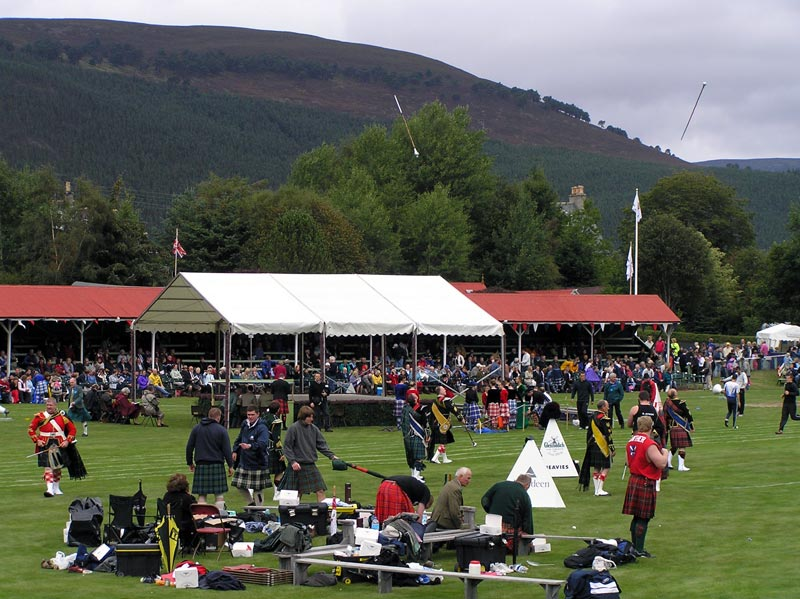

Vistas de los eventos en general
- Wikimedia Commons alberga una categoría multimedia sobre Braemar.

## Otras actividades
Braemar posee un campo de golf, dos hoteles grandes (El Fife y El Armas de Invercauld), así como muchos pequeños hoteles y casas privadas que ofrecen Cama y servicios de comidas rápidas, con alojamientos de estilo y una gran albergue llamado SYHA. En el extremo sur de la aldea hay también un sitio en caravana. El centro de información turística se encuentra frente al Hotel de Armas Fife. Braemar también tiene una pequeña oficina de correos, además de varias tienda de pueblo y alquiler de bicicletas.

### La Reserva Natural “Morrone Birkwood”

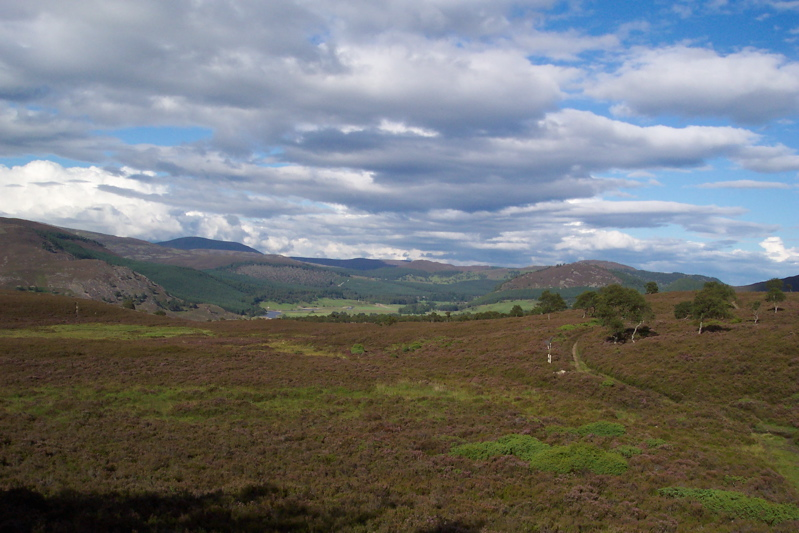
Reserva Natural Morrone Birkwood

The Reserva Natural Morrone Birkwood es una reserva que se encuentra al salida del pueblo, y se accede a la misma a través de un aparcamiento antes de llegar a la Capilla Brae.

## Galería
Esta galería de fotos muestra vistas generales de Braemar.

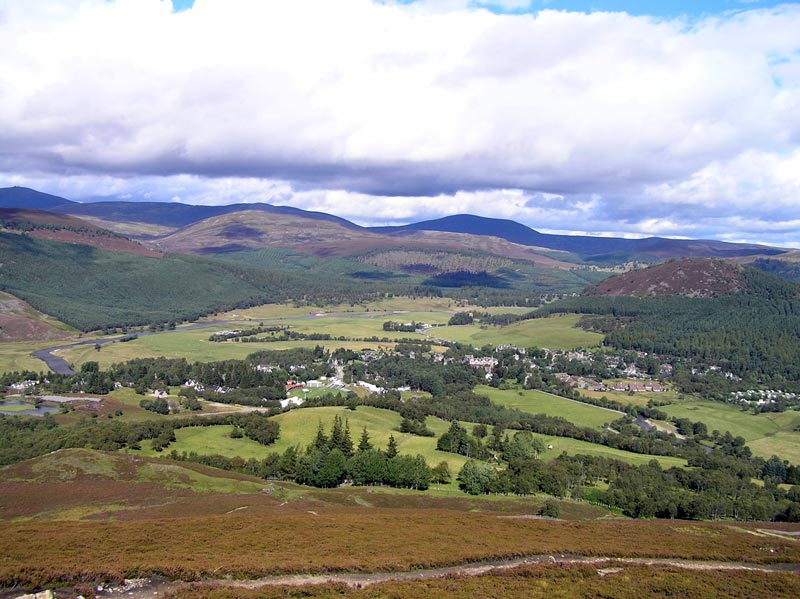
Braemar desde Morrone.
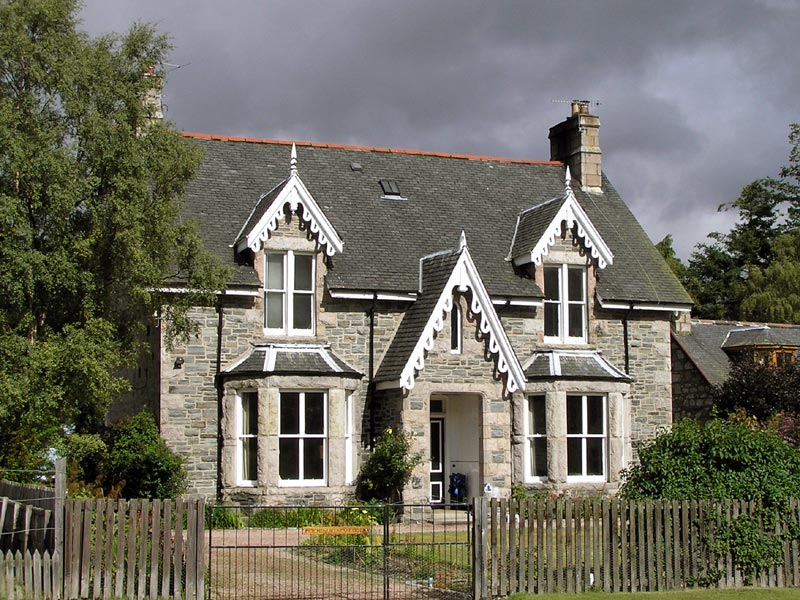
Auchendryne Lodge (en septiembre de 2006).
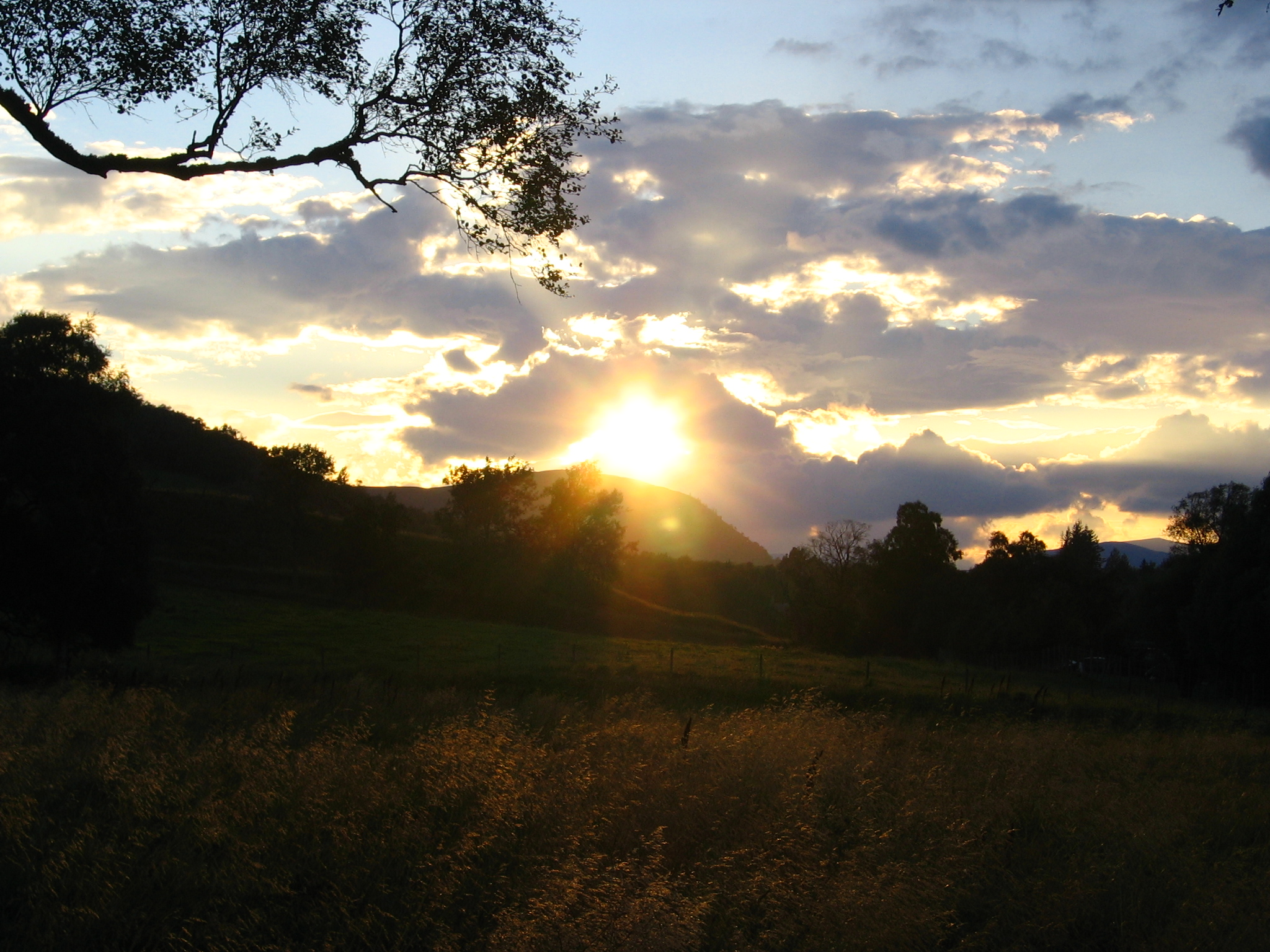
Puesta de sol en el campo en Braemar.
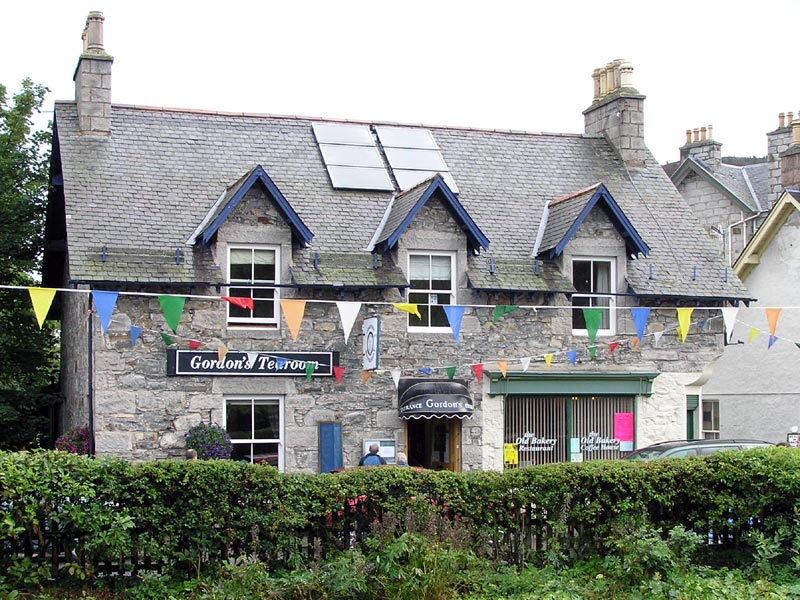
El salón de té y panadería Gordon.
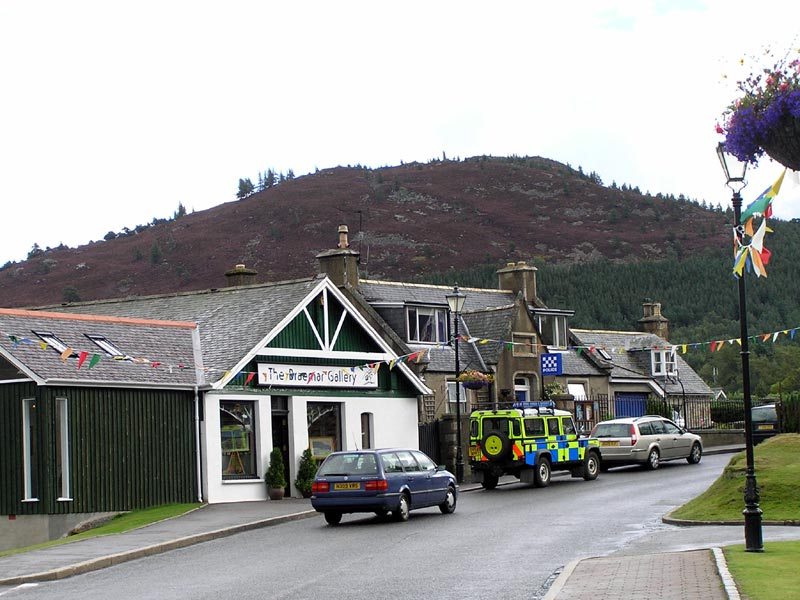
Braemar Gallery y comisaría de policía.